# Johanne Mathilde Dietrichson

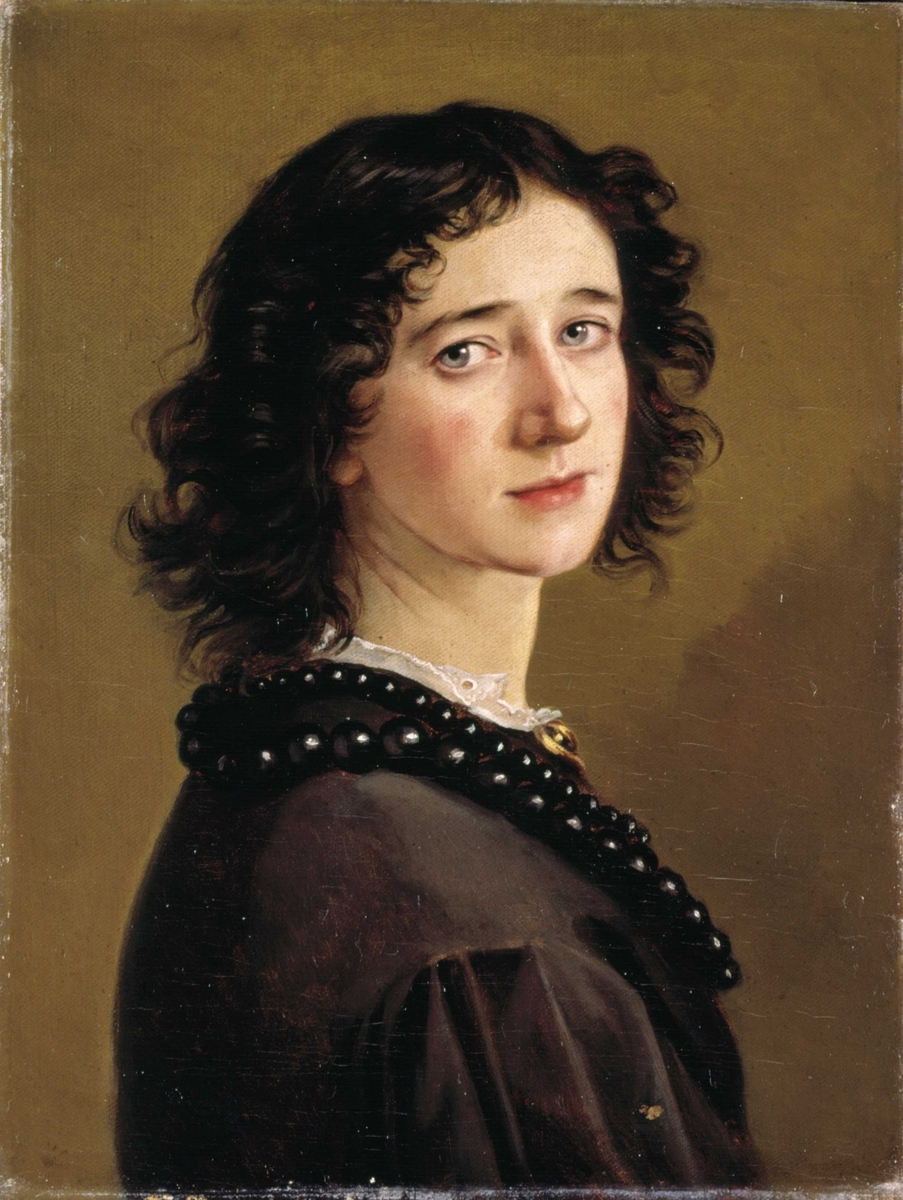
Selbstporträt, 1865

Johanne Mathilde Dietrichson, geborene Bonnevie (* 12. Juli 1837 in Christiania, Norwegen; † 28. November 1921 ebenda), war eine norwegische Porträt- und Genremalerin der Düsseldorfer Schule.

## Leben

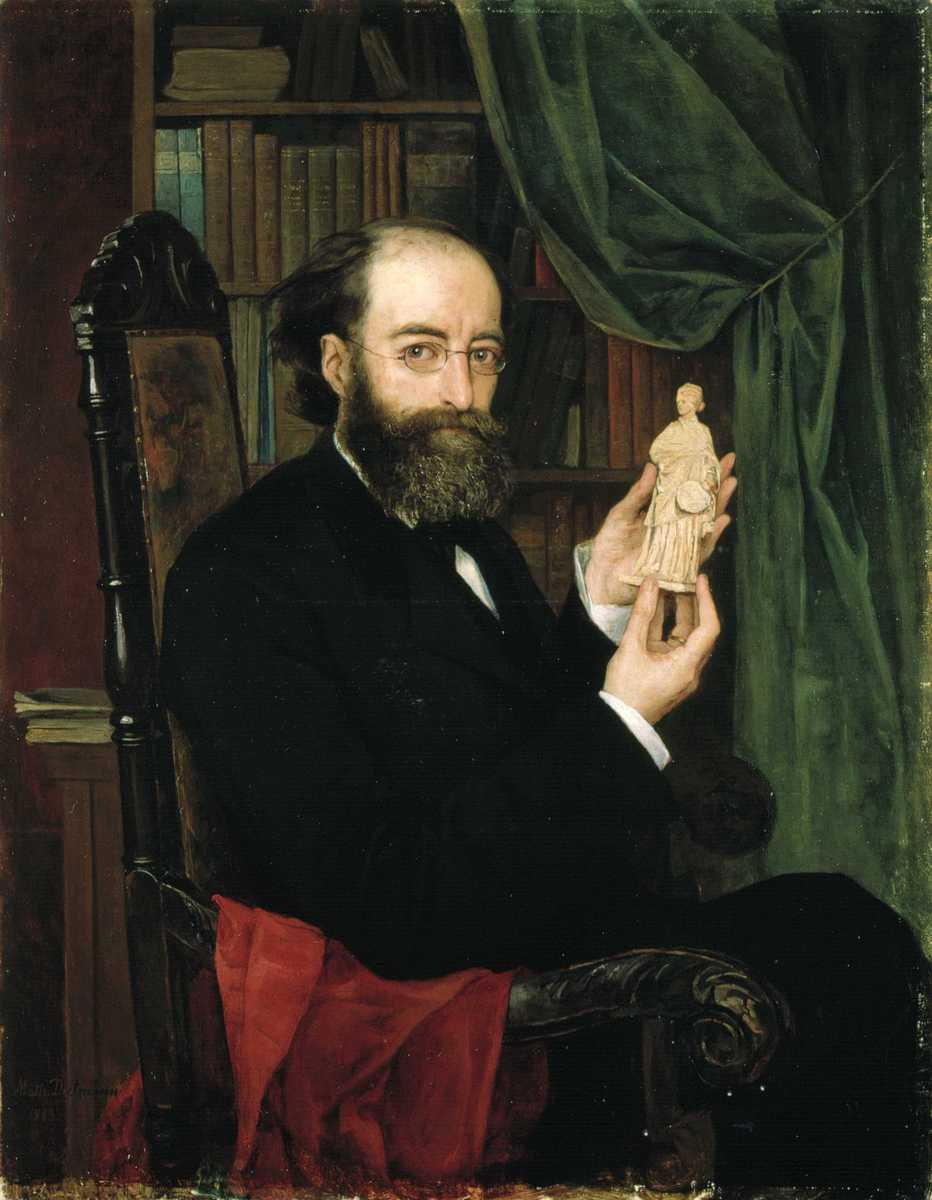
Porträt des Gatten Lorentz Dietrichson, 1883

Geboren wurde Dietrichson wurde als Tochter des Expeditionssekretärs Honoratus Bonnevie (1797–1848), später Parlamentsabgeordneter und Trondheimer Bürgermeister, und seiner Ehefrau Sofie Augusta Baumann (1804–1895). Sie hatte elf Geschwister, ein Bruder war der spätere Lehrer und Politiker Jacob Aall Bonnevie (1838–1904). Kindheit und Jugend verbrachte sie teils in Trondheim, teils in Kongsberg. Auf Anregung von Adolph Tidemand ging sie 1857 nach Düsseldorf, wo sie bis 1861 bei dem Historien- und Porträtmaler Otto Mengelberg Privatunterricht nahm. Zu Ende dieser Zeit entstand das Porträt, das die finnische Künstlerin Alexandra Frosterus-Såltin, die ebenfalls bei Mengelberg studierte, von ihr malte. Am 31. März 1862 heiratete sie den norwegischen Kunsthistoriker und Schriftsteller Lorentz Dietrichson. Das junge Paar unternahm ausgedehnte Reisen durch Deutschland und Italien, die Lorentz Dietrichson später literarisch als „Vagabundenleben“ stilisierte. In Rom nahm er am schwedisch-norwegischen Konsulat die Stelle eines Sekretärs an und arbeitete für die Skandinavische Gesellschaft als Bibliothekar. Die gesellschaftlichen Kontakte in der Hauptstadt des Kirchenstaats führten auch zu Begegnungen mit den Literaten Bjørnstjerne Bjørnson und Henrik Ibsen. In Rom wurde das einzige Kind des Paars geboren, die Tochter Honoria Sofie (1863–1934). 1865 kehrten die Dietrichsons nach Norwegen zurück. 1866 zogen sie nach Stockholm, wo Lorentz Dietrichson bis 1875 eine Karriere als Kunsthistoriker im Nationalmuseum und an der Universität beschritt.
Dietrichson, die als erste Norwegerin eine formale Ausbildung in akademischer Malerei erworben hatte, malte Porträts, Figurenkompositionen, historische Innenräume und Landschaften im spätromantischen Stil der Düsseldorfer Schule. Durch Aufenthalte bei Charles Chaplin in Paris und bei Franz Defregger in München (1875–1877) erhielt ihre Malerei weitere Impulse. Ab 1878 lebte Dietrichson wieder in Christiania.

## Werke (Auswahl)
- Selbstporträt, 1865
- Ophelia, 1866
- Der Pilger, 1869
- Ein junger Künstler, 1877

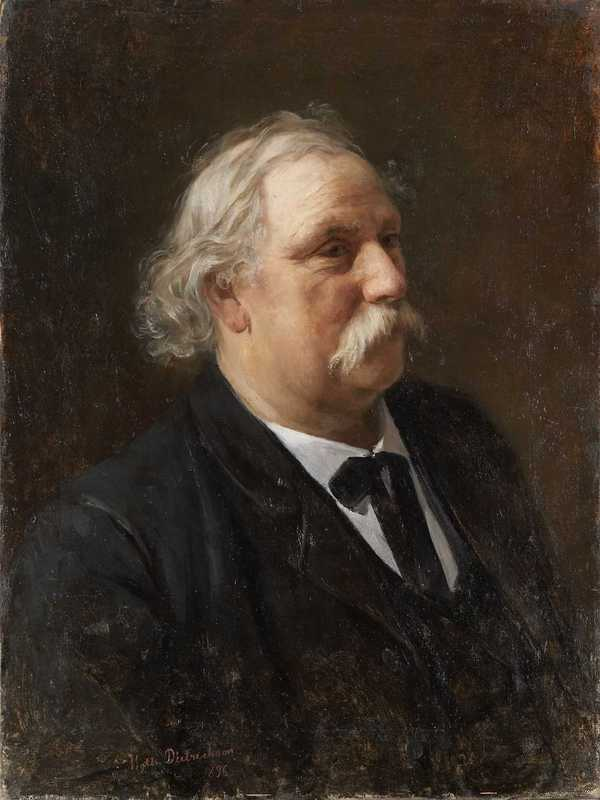
Porträt von Knud Bergslien, 1896

- Lorentz Dietrichson, Porträt, 1883
- Knud Bergslien, Porträt, 1896